# Chiung Yao
Chiung Yao ou Qiong Yao (chinês tradicional: 瓊瑤; Chengdu, 20 de abril de 1938 – Tamsui, 4 de dezembro de 2024) foi o pseudônimo de Chen Che, uma escritora e produtora taiwanesa que é frequentemente considerada a romancista mais popular do mundo de língua chinesa. Seus romances foram adaptados em mais de 100 filmes e dramas de TV.

## Vida pregressa
Chen Che e seu irmão gêmeo nasceram em 1938 durante a Segunda Guerra Sino-Japonesa em Chengdu, Sichuan, de pais que fugiram de Pequim, que havia caído nas mãos das tropas japonesas em 1937. Tanto seu pai Chen Zhiping (陳致平), quanto sua mãe Yuan Xingshu (袁行恕), eram altamente educados (os primos de Yuan incluem Yuan Xiaoyuan, Yuan Jing e Yuan Xingpei). Em 1942, a família mudou-se para a cidade natal de Chen Zhiping, Hengyang, Hunan, para se juntar ao avô de Chen Che, Chen Moxi (陳墨西). Em 1944, após a queda de Hengyang, eles sobreviveram a uma árdua jornada para a capital de tempo de guerra de Chongqing, durante a qual escaparam por pouco da morte e do estupro várias vezes.
Em 1949, sua família mudou-se para Taiwan, onde Chen frequentou a Escola Primária Experimental Afiliada da Universidade de Taipei (臺北師範學校附屬小學, agora國立臺北教育大學附設實驗國民小學) e Escola Municipal de Taipei Zhongshan para Meninas. Depois de reprovar três vezes no vestibular, casou-se com o escritor Ma Senqing e tornou-se dona de casa.

## Carreira
Quando ela tinha 18 anos, Chiung Yao se apaixonou por seu professor de chinês do ensino médio. Essa experiência se tornou a base de seu romance de estréia Outside the Window, que se tornou uma de suas obras mais populares e lançou sua carreira como escritora.
Os romances de Chiung Yao foram publicados pela primeira vez na Crown Magazine de Ping Hsin-tao e depois publicados como monografias pela Crown Publishing, também de propriedade de Ping, que mais tarde se tornou seu segundo marido. O casal adaptou muitos de seus romances em séries de televisão e filmes, muitas vezes atuando como produtores ou roteiristas. Adaptações cinematográficas na década de 1970 frequentemente apresentavam Brigitte Lin, Joan Lin, Charlie Chin e/ou Chin Han, que eram então conhecidos coletivamente como "Two Lins and Two Chins".
Seus romances foram muito bem recebidos em Taiwan e, na década de 1990, ela também foi uma das autoras mais vendidas na China continental. Desde então, ela tem sido enormemente popular em todo o mundo de língua chinesa. Seus campeõesde vendas são Outside the Window e Deep Is the Courtyard (1969), que foram reimpressos repetidamente.
Seus romances têm sido elogiados pela prosa, pela poesia que fazem parte de suas obras anteriores e pelas alusões literárias de seus títulos. Eles são frequentemente descritos como "mórbidos", pois alguns deles apresentam relacionamentos românticos socialmente questionáveis (por exemplo, entre professor e aluno). Seus romances e suas adaptações cinematográficas foram criticados por seus enredos melodramáticos e diálogos prolixos. Os leitores e espectadores de Chiung Yao são predominantemente femininos, devido à sua ênfase nos sentimentos das mulheres jovens.

## Vida pessoal
Em 1959, Chiung Yao casou-se com Ma Senqing (馬森慶), também escritor. Depois que ela se tornou famosa e começou a ofuscar seu marido, seu casamento acabou e terminou em divórcio em 1964.
Em 1979, Chiung Yao casou-se com seu editor Ping Hsin-tao, que teve três filhos com sua primeira esposa Lin Wan-zhen. Em 2018, Lin publicou um livro de memórias no qual acusou Chiung Yao de romper seu casamento.
Depois que Ping sofreu um derrame e perdeu quase toda a capacidade de se comunicar, Chiung Yao teve uma briga com seus enteados sobre a continuidade da intubação. Ping morreu em 23 de maio de 2019, aos 92 anos.

## Processo
Em 15 de abril de 2014, Chiung Yao acusou o roteirista e produtor chinês Yu Zheng de plágio flagrante, buscando a suspensão imediata da transmissão de sua série de TV Palace 3: The Lost Daughter, que ela alegou ter plagiado de seu romance Plum Blossom Star [ zh] (梅花烙) de 1992. Yu negou a alegação. Em 28 de abril, Chiung Yao entrou com uma ação de plágio contra Yu. Em 12 de dezembro, 109 roteiristas chineses publicaram uma declaração conjunta apoiando Chiung Yao. Um dia depois, mais 30 roteiristas chineses divulgaram seu apoio a Chiung Yao.
Em 25 de dezembro, o tribunal decidiu a favor de Chiung Yao, ordenando que quatro empresas parassem de distribuir e transmitir The Palace: The Lost Daughter, também exigindo que Yu Zheng se desculpasse publicamente e pagasse a Chiung Yao 5 milhões de RMB (cerca de US$ 800 000) em compensação. A China Radio International chamou isso de "decisão histórica".

## Morte
Em 4 de dezembro de 2024, Chiung Yao foi encontrada morta com uma nota de suicídio e carvão queimado em sua residência no distrito de Tamsui, na cidade de Nova Taipé, Taiwan. Ela tinha 86 anos. A polícia local confirmou que não houve intervenção externa em sua morte. Em sua nota de suicídio, ela descreveu sua morte como "fugindo", expressou o desejo de evitar o sofrimento da doença e escreveu: "Eu realmente vivi, nunca desperdicei minha vida".

## Lista de obras
| Year | Título em chinês                                             | Título em inglês | Notas |
| ---- | ------------------------------------------------------------ | --- | --- |
| 1962 | 情人谷                                                       | Lover's Dale | Traduzido em inglês por Tommy Lee |
| 1963 | 窗外                                                         | Outside the Window | |
| 1964 | 煙雨濛濛                                                     | Misty Rain | Traduzido em inglês por Mark Wilfer e publicado como Fire and Rain. Também conhecido como Romance in the Rain.                                                           |
|      | 菟絲花                                                       | | |
|      | 幾度夕陽紅                                                   | | |
|      | 潮聲                                                         | | |
| 1965 | 船                                                           | | |
| 1966 | 六個夢 - 追尋 - 啞妻 - 三朵花 - 生命的鞭 - 歸人記錄 - 流亡曲 | Six Dreams - Seek (Publicado como Wan-chun's Three Loves) - Mute Wife - Three Flowers - The Whip Of Life - Remembering - Exile Song | Six Dreams é uma antologia de seis estórias curtas. Wan-Chun's Three Loves foi inicialmente publicado como uma pequena novela em 1965, depois coletados como Six Dreams. |
|      | 紫貝殼                                                       | | |
|      | 寒煙翠                                                       | Mist Over Dream Lake | |
|      | 月滿西樓                                                     | | |
| 1967 | 翦翦風                                                       | | |
| 1968 | 彩雲飛                                                       | Flying Rosy Clouds | Publicado como ''The Young Ones'' |
| 1969 | 庭院深深                                                     | The Deep Garden and Courtyard | Também publicado como ''Deep Garden'' |
|      | 星河                                                         | Starry River | |
| 1971 | 水靈                                                         | | |
|      | 白狐                                                         | White Fox | |
| 1972 | 海鷗飛處                                                     | | |
|      | 心有千千結                                                   | The Heart has a Million Knots | |
| 1973 | 一簾幽夢                                                     | Dream Curtain | Também conhecido como Dream Link |
|      | 浪花                                                         | | |
| 1974 | 碧雲天                                                       | | |
|      | 女朋友                                                       | Girlfriend | |
| 1975 | 在水一方                                                     | One Side of the Water | Também conhecido como The Unforgettable Character |
|      | 秋歌                                                         | | |
| 1976 | 人在天涯                                                     | | |
|      | 我是一片雲                                                   | | |
|      | 月朦朧鳥朦朧                                                 | | |
|      | 雁兒在林梢                                                   | The Wild Goose on the Wing | |
| 1977 | 一顆紅豆                                                     | | |
| 1978 | 彩霞滿天                                                     | | |
|      | 金盞花                                                       | | |
| 1979 | 夢的衣裳                                                     | Clothing of Dreams | Publicado como My Cape of Many Dreams |
|      | 聚散兩依依                                                   | | |
| 1980 | 卻上心頭                                                     | | |
|      | 問斜陽                                                       | | |
| 1981 | 燃燒吧！火鳥                                                 | Burning Firebird | |
|      | 昨夜之燈                                                     | | |
| 1982 | 匆匆，太匆匆                                                 | | |
| 1983 | 失火的天堂                                                   | | |
| 1985 | 冰兒                                                         | | |
| 1984 | 不曾失落的日子·童年                                          | Escape from Heng Yang | Traduzido em inglês por Eugene Lo Wei |
| 1988 | 剪不斷的鄉愁－瓊瑤大陸行                                     | | |
| 1990 | 雪珂                                                         | Xue Ke (lit. Jade de Neve) | |
|      | 望夫崖                                                       | Wang Fu Cliff (lit. The "Awaiting Husband" Cliff)                                                                                   | |
| 1992 | 青青河邊草                                                   | Green Green Grass By The River | |
|      | 梅花烙                                                       | Plum Blossom Branding zh | |
| 1993 | 水雲間                                                       | Between The Water and Cloud | |
|      | 鬼丈夫                                                       | Ghost Husband | |
| 1994 | 新月格格                                                     | Princess Xinyue (lit. Princess New-Moon)                                                                                            | |
|      | 煙鎖重樓                                                     | Smoke Amongst The Floor | |
| 1997 | 還珠格格                                                     | Princess Pearl | Também conhecido como My Fair Princess e Princess Returning Pearl |
| 1998 | 蒼天有淚                                                     | Tears In Heaven | |
| 1999 | 還珠格格第二部                                               | Princess Pearl Part 2 | |
| 2003 | 還珠格格第三部之天上人間                                     | Princess Pearl Part 3: Heaven and Earth                                                                                             | |